# 1112 Polonia
1112 Polonia là một tiểu hành tinh vành đai chính bay quanh Mặt Trời. Nó được phát hiện bởi Pelageya Fedorovna Shajn ngày 15 tháng 8 năm 1928 ở Simeis. Nó được phát hiện độc lập cùng ngày bởi Grigory Nikolaevich Neujmin. Tên ban đầu của nó là 1928 PE. Nó được đặt theo tên tiếng Latin của Ba Lan.